# Ceromitia simpliciella
Ceromitia simpliciella là một loài bướm đêm thuộc họ Adelidae. Loài này có ở Nam Phi.